# Керносівський ідол
Керносівський ідол — кам'яна статуя епохи мідної доби, III тисячоліття до Р. Х. Знайдений в 1973 році у селі Керносівка Новомосковського району Дніпропетровської області.
Зберігається у Дніпропетровському історичному музеї.
- Розміри: 120x36х24 сантиметрів
- Вага: 238,5 кг
- Матеріал: пісковик.

## Історія знахідки
Унікальну скелю знайшли 1973 року в Керносівці вже у відвалі під час риття силосної траншеї. До музею про знахідку повідомили вже тоді, коли силосна яма була зарита на зберігання силосу. Після довгих суперечок Керносівський ідол був датований кінцем третього — початком другого тисячоліття до нашої ери (епоха енеоліту), і вчені остаточно визначились, що ця статуя призначалася для культових потреб. Колись ідол височів на одному з курганів понад річкою Оріль. Залишення ідола на території тодішньої УРСР — хотіли залишити в Ермітажі — добилася Ватченко Горпина Федосіївна.

## Опис малюнків

### Особа
Нижня частина пісковикової брили мала загострену форму й закопувалася в землю на третину висоти, а верхня зображує кремезного бороданя, лисого, з видовженим обличчям, невеликими глибоко посадженими очима, носом, виступаючим підборіддям, яке низько опущене на груди; зображені вуса з опущеними вниз кінцями. По боках голови виступають невеликі вуха з поглибленням у центрі. Обличчя видовжене з виступаючим підборіддям. В цілому вираз обличчя спокійний, дещо суворий.
Побутовому сприйняттю образу заважає зумисна оголеність фігури; відсутність одягу, крім паска та взуття, дозволяє скульптурі підкреслити статевий орган спереду й хвіст іззаду, створити на площині спини з хребта та ребер символічне дерево, яке ніби виростає з хвоста.
Правий бік ідола серйозно деформовано бульдозером. Він являє собою прямокутну, достатньо об'ємну плиту, з невеликим виступом зверху — головою.

### Малюнки
Всі чотири сторони вкриті численними малюнками, зображеннями зробленими в техніці невисокого рельєфу. Багато знаків знаходиться на спині ідола. Стержень зверху донизу і ялинка — це ніби хребет і ребра ідола, а разом з тим — символічне дерево життя. Над ребрами майже правильні коло та квадрат — це лопатки і одночасно символи сонця і місяця. Ці зображення свідчать про ритуальне, священне призначення стели.
- Зображення зброї: лук із стрілою, булава;
- Знаряддя: сокири, мотика, ложка для розливу металу, ливарна форма.
- Тварини — бик, двоє коней, черепахи.
- Інші: у центрі стели — людина з хвостом переслідує дві тварини, на бічній грані — фалічна сцена — чоловік (з хвостом) і жінка в момент коїтусу.
- Орнаментальні малюнки: ряди трикутників, зигзагоподібні лінії.

### Аналіз малюнків
За найбільш поширеною гіпотезою зображує божество індоєвропейського пантеону . Частина зображень на ньому перегукується з сюжетами міфів індійського літературного пам'ятника «Рігведа».

## Датування та аналіз
Після численних дискусій об’єкт було датовано серединою 3-го тисячоліття до н.е. і пов’язано з пізньою Ямною культурою. Згідно з найпоширенішою гіпотезою, він зображує верховне божество індоєвропейського пантеону.  Одне з тлумачень зображень на тілі фігури полягає в тому, що вони можуть представляти татуювання.